# Свердловинні дебіто- і витратометричні дослідження

Дебітограма і профіль припливу рідини з пласта: а — дебітограма; б — профіль припливу рідини з пласта, який складається з трьох (І, II, ІІІ) пропластків; Q — витрата рідини; Q_{i} — приплив з і-го пропластка; z — вертикальна координата; l — інтервали перфорації; АВ — непрацюючий інтервал перфорації товщиною h

Свердловинні дебіто- і витратометричні дослідження — дослідження, які дають можливість виділити в загальній товщі пласта працюючі інтервали і встановити профілі припливу у видобувних і поглинання у нагнітальних свердловинах.
Зазвичай, ці дослідження доповнюються одночасним вимірюванням тиску, температури, вологовмісту потоку (частки води) і їх розподілу вздовж стовбура свердловини.
Для дослідження на електричному кабелі у працюючу нагнітальну свердловину (у діючу видобувну свердловину  дебітомір) на гирлі через лубрикатор опускають свердловинний прилад — витратомір, первинний прилад якого подає на поверхню електричний сигнал, що відповідає витраті рідини. Прилад переміщують у свердловині періодично з певним кроком (до 1 м) від точки до точки. У кожній точці вимірюється сумарна витрата рідини.
За даними вимірювання будують діаграму інтенсивності (витрато- або дебітограму) або переважно профіль поглинання (припливу) рідини (рис. 12.1). Це дає змогу визначити працюючі інтервали продуктивного пласта, їх часткову участь у загальній витраті (дебіті) рідини, коефіцієнт охоплення розробкою пласта за товщиною (відношення працюючої товщини пласта до нафтонасиченої або до перфорованої), ефективність проведених у свердловині робіт із впливу на привибійну зону пласта.
За наявності результатів вимірювань вибійного тиску можна визначити також коефіцієнт продуктивності (приймальності) кожного інтервалу або при дослідженнях на кількох режимах роботи свердловини побудувати для них індикаторні діаграми.
Витрато- і термометрія свердловин дають змогу також визначити місця порушення герметичності обсадних колон, перетікання флюїдів між пластами тощо.